# NGC 2021
NGC 2021 (również ESO 56-SC150) – gromada otwarta, znajdująca się w gwiazdozbiorze Złotej Ryby, w Wielkim Obłoku Magellana. Odkrył ją John Herschel 31 stycznia 1835 roku.